# Vitória Futebol Clube (Riboque)
Pour les articles homonymes, voir Vitória.
Maillots
Le Vitória Futebol Clube est un club de football santoméen basé à Riboque (île de São Tomé). Il est communément appelé de différentes manières, Vitória do Riboque ou simplement Vitória.

## Palmarès
- Championnat de Sao Tomé-et-Principe :
  - Champion (6) : 1977, 1978, 1979, 1986, 1989, 2011
  - Vice-champion (13) : 1980, 1981, 1984, 1985, 1988, 1991, 1995, 1996, 1997, 2003, 2004, 2007, 2010

- Championnat de São Tomé :
  - Champion (7) : 1977, 1978, 1979, 1986, 1989, 2009, 2011

- Coupe de Sao Tomé-et-Principe :
  - Vainqueur (8) : 1984, 1985, 1986, 1989, 1990, 1999, 2007, 2011
  - Finaliste (1) : 2001